# Накадзима, Хироси
Хироси Накадзима (中嶋 宏, 16 мая 1928, Тиба, Япония — 26 января 2013, Пуатье, Франция) — японский врач и общественный деятель, Генеральный директор Всемирной Организации Здравоохранения (1988—1998).

## Биография
Окончил Медицинский университет Токио (東京医科大学) и Парижский университет. Специализировался в области нейрофармакологии.
- 1974 г. — научный сотрудник ВОЗ, отвечал за вопросы фармакологии,
- 1976 г. — назначен главой департамента лекарственной политики, сыграл важную роль в разработке Концепции незаменимых лекарственных препаратов,
- 1978—1988 гг. — директор Западно-Тихоокеанского регионального отделения ВОЗ,
- 1988—1998 гг. — генеральный директор ВОЗ. При этом США и другие западные страны выступали против его кандидатуры. При переизбрании в адрес Японии раздавались обвинения, что она «купила» голоса развивающихся стран обещаниями высоких должностей в Исполнительном комитете ВОЗ и обещаниями финансирования определённых программ. В ответ Япония обвинила США в проведении дезинформационной кампании. В период его руководства произошел также публичный конфликт с тогдашним главой программы ВОЗ по СПИДу Джонатаном Манном, завершившийся отставкой последнего. Среди достижений Накадзимы называют запуск многих новых программ, в первую очередь глобальной программе по иммунизации детей от полиомиелита.